# جان كلود تريشيه
جان كلود تريشيه (بالفرنسية: Jean-Claude Trichet)‏ من مواليد 20 كانون الأول / ديسمبر 1942. ترأس البنك المركزي الأوروبي في الفترة من 2003 إلى 2011. وهو في مجلس إدارة بنك التسويات الدولية. في العام 2008، تم اختياره كخامس أقوى شخص في العالم من قبل مجلة نيوزويك كجزء من الثلاثية الاقتصادية، حيث سبقه بن بيرنانكي (الرابع) وماساكي شيراكاوا [الإنجليزية] (السادس).
رئيس البنك المركزي الأوروبي: ترأس تريشيه البنك المركزي الأوروبي في الفترة من 2003 إلى 2011، حيث لعب دورًا محوريًا في إدارة الأزمات المالية التي عصفت بأوروبا خلال تلك الفترة، بما في ذلك الأزمة المالية العالمية في 2008.

## روابط خارجية
• جان كلود تريشيه نسخة محفوظة 26 ديسمبر 2023 على موقع واي باك مشين. على موقع magrohil
- جان كلود تريشيه على موقع الموسوعة البريطانية (الإنجليزية)
- جان كلود تريشيه على موقع مونزينجر (الألمانية)
- جان كلود تريشيه على موقع إن إن دي بي (الإنجليزية)